# Henry Young (gouverneur)
Pour les articles homonymes, voir Henry Young et Young.
Sir Henry Edward Fox Young (23 avril 1803 – 18 septembre 1870) fut le cinquième gouverneur d'Australie-Méridionale du 2 août 1848 au 20 décembre 1854. Il fut ensuite le premier gouverneur de Tasmanie de 1855 jusqu'en 1861.

## Jeunesse
Henry Young était le troisième fils de Sir Aretas William Young, un célèbre officier de la guerre d'indépendance espagnole et est né à Brabourne, dans le Kent. Il a étudié à l'École Dean, à Bromley, dans le Middlesex, et, se destinant au barreau, est entré ensuite à l'Inner Temple.

## Début de carrière
Young a été nommé en 1827 trésorier colonial de Trinidad en 1828 puis est affecté à Démérara, en Guyane britannique. En 1834, il devient trésorier, secrétaire et membre du conseil de Sainte-Lucie mais, à partir de 1835, il retourne en Guyane britannique en tant que secrétaire du gouvernement et a un travail important sur une période de plusieurs années pendant lesquelles se produira l'émancipation des esclaves noirs. Il revient à Londres en 1847 et est nommé vice-gouverneur du district de l'Est du cap de Bonne-Espérance.

## Gouverneur d'Australie-Méridionale
Young, est affecté quelques mois plus tard en Australie-Méridionale où il arrive le 1er août 1848 sur le Forfarshire. On pensait qu'il serait en mesure d'annoncer un certain nombre de mesures de transfert de responsabilité au gouvernement local mais il n'avait rien à dire sur ce sujet, et ce n'est qu'en février 1851 que fut adoptée la loi créant un conseil législatif de 24 membres, dont huit nommés par la couronne (quatre fonctionnaires et quatre nommés par le gouverneur) et 16 élus. Young gouverneur, l'Australie-Méridionale eut la première réunion formelle de son Parlement.
La chambre des députés de l'État avait elle 36 membres élus par circonscription. Young créa un prix de 2 000 £ en 1851, pour récompenser la première personne à remonter le fleuve Murray jusqu'à sa jonction avec la rivière Darling (aujourd'hui au niveau de la ville de Wentworth), dans un bateau à roues à aubes. Le prix a été attribué en 1853. En raison de la difficulté à naviguer sur l'embouchure du Murray, Young soutint la construction d'une ligne de chemin de fer entre le port fluvial de Goolwa et le nouveau port maritime de Port Elliot (du nom de son ami, Charles Elliot). Young a été président de la Société philosophique d'Adélaïde de 1853 à 1854.

## Gouverneur de Tasmanie
Young a pris ses fonctions en Tasmanie en janvier 1855. Son mandat de gouverneur fut important pour l'histoire du pays qui portait le nom à l'époque de Terre de Van Diemens (Van Diemens Land), car en 1856 la colonie obtint son autonomie et fut rebaptisée Tasmanie pour marquer le fait de son autonomie et comme volonté délibérée de tourner la page de son passé de terre de déportation de bagnards. Sir Henry a été le premier gouverneur de Tasmanie à occuper la maison du Gouvernement, à Hobart, une belle résidence néo-gothique sur les rives de la rivière Derwent.
À ce moment-là, la loi constitutionnelle était en attente de l'accord royal et la réunion du conseil législatif fut judicieusement reportée jusqu'à ce que l'accord soit reçu. Cependant, il rencontra ses membres en juillet et une de ses premières décisions fut de former une commission pour enquêter sur la façon de travailler du département des condamnés. Le Dr Hampton, contrôleur général des condamnés, fut cité à comparaître comme témoin et refusa de s'y rendre. Le conseil décida qu'il était coupable d'outrage à la loi et le fit arrêter. Hampton fit valoir un habeas corpus auprès du juge et les juges se prononcèrent contre la légalité de la procédure du conseil. Young ne se prononça pas et le conseil fut mis en veille jusqu'au 20 octobre.  The Times  commenta sévèrement la conduite de Young, mais il fut félicité par le gouvernement britannique. La Cour suprême de Tasmanie se prononça contre l'avis du Conseil et quand l'affaire passa devant le Conseil privé la décision fut confirmée. La nouvelle constitution fut rapidement mise en place par Young et le changement de position de Young fut saluée, ayant le sentiment qu'il était maintenant au-dessus de la mêlée et dégagé de beaucoup de responsabilités. Il voyagea à travers l'île, montra beaucoup d'intérêt dans son développement.

## Dernières années
Young quitta la Tasmanie le 10 décembre 1861 pour Melbourne d'où il repartit en Angleterre et vécut à Londres jusqu'à sa mort, il y mourut le 18 septembre 1870. 
Il fut anobli en 1847. 
Il est enterré dans le cimetière de Brompton, à Londres. 
La ville de Port Augusta en Australie-Méridionale porte le nom de son épouse, Lady (Augusta) Young.